# Cinara longipennis
Cinara longipennis är en insektsart som först beskrevs av Matsumura 1917.  Cinara longipennis ingår i släktet Cinara och familjen långrörsbladlöss. Inga underarter finns listade i Catalogue of Life.